# Triebenbach (Petersbach)
Der Triebenbach, früher auch Trüber Bach genannt, ist ein knapp sechs Kilometer langer Bach, der am Westhang des Sonnenhübels entspringt, das Königsholz in nördlicher Richtung durchfließt und östlich von Ruppersdorf in den Petersbach mündet. Auf seinem Weg nimmt er das Wasser von Dreibörner Wasser, Dreibörnerbach, Bornwasser und Kreuzgrund auf. Der Bach weist eine hohe Eisenockerbildung auf.
Durch Erosion hat der Bach ein sand- und kiesgeprägtes Muldental geformt. Seine Ufer sind mit einem typischen Hainmieren-Schwarzerlen-Bachwald bewachsen und gehören zum FFH-Gebiet Pließnitzgebiet. Neben der häufig auftretenden Bachforelle sind besonders Vorkommen von Bachneunauge und Groppe erwähnenswert, die in Sachsen sehr selten anzutreffen sind.